# 萧沙姑
萧沙姑（908年—959年），辽朝大臣，是辽太祖的女婿。
萧沙姑在传世文献里没有记载，1954年在赤峰出土的墓志铭，称他担任奉国功臣、安国军节度、邢洺管内观察使、同政事门下平章事、开国公、食邑二千户、食实封二百户、驸马、卫国王。卒年五十二岁，遼穆宗應曆九年（959年）安葬。金毓黻认为萧沙姑就是《契丹國志》上记载的蕭敵魯的儿子萧屈列，其妻奥哥公主即辽史上的耶律質古，《辽史》称耶律质古的驸马是萧室鲁有误。罗继祖认为萧屈列就是蕭翰，萧沙姑并非萧屈列、萧翰或者萧室鲁，他的公主妻子也是《辽史》上未记载的另一公主。